# Abbie Magee
Abbie Magee (* 15. November 2000 in Nordirland) ist eine nordirische Fußballspielerin. Sie steht derzeit beim Cliftonville FC unter Vertrag und spielte 2020 erstmals für die A-Nationalmannschaft.

## Karriere

### Vereine
Abbie Magee spielte ab 2017 für den Linfield FC in der ersten nordirischen Frauenfußball-Liga. Im Jahr 2022 wechselte sie zum Cliftonville FC.

### Nationalmannschaft
Magee spielte zunächst für die nordirische U-17-Mannschaft und U-19-Mannschaft. Am 27. Oktober 2020 kam sie bei einem Spiel gegen Belarus erstmals für die nordirische Nationalmannschaft zum Einsatz, als sie für Ashley Hutton eingewechselt wurde. Sie spielte in zwei Spielen im Rahmen der Qualifikation zur Fußball-Europameisterschaft der Frauen 2022, fiel jedoch verletzungsbedingt Ende März 2021 aus. Bei der Fußball-Europameisterschaft der Frauen 2022 spielte sie schließlich in allen drei Vorrundenspielen, wobei sie einmal von Beginn an spielte und zweimal eingewechselt wurde.